# Urciers
Urciers ist eine französische Gemeinde mit 239 Einwohnern (Stand: 1. Januar 2022) im Département Indre in der Region Centre-Val de Loire. Sie gehört zum Arrondissement La Châtre, zum Kanton La Châtre und zum Gemeindeverband La Châtre et Sainte Sévère. Die Einwohner werden Urciérois genannt.

## Lage
Urciers liegt etwa 38 Kilometer südsüdöstlich von Châteauroux und gehört zum Weinbaugebiet Châteaumeillant. Der Ort Urciers liegt am Fluss Igneraie, im östlichen Gemeindegebiet entspringt die Sinaise. Umgeben wird Urciers von den Nachbargemeinden Néret im Norden, Châteaumeillant im Nordosten und Osten, Lignerolles im Süden, Feusines im Südwesten und Westen sowie Champillet im Nordwesten.

## Bevölkerungsentwicklung
| Jahr                       | 1962 | 1968 | 1975 | 1982 | 1990 | 1999 | 2006 | 2013 | 2020 |
| Einwohner                  | 503  | 448  | 389  | 332  | 266  | 261  | 267  | 240  | 246  |
| Quellen: Cassini und INSEE |      |      |      |      |      |      |      |      |      |

## Sehenswürdigkeiten

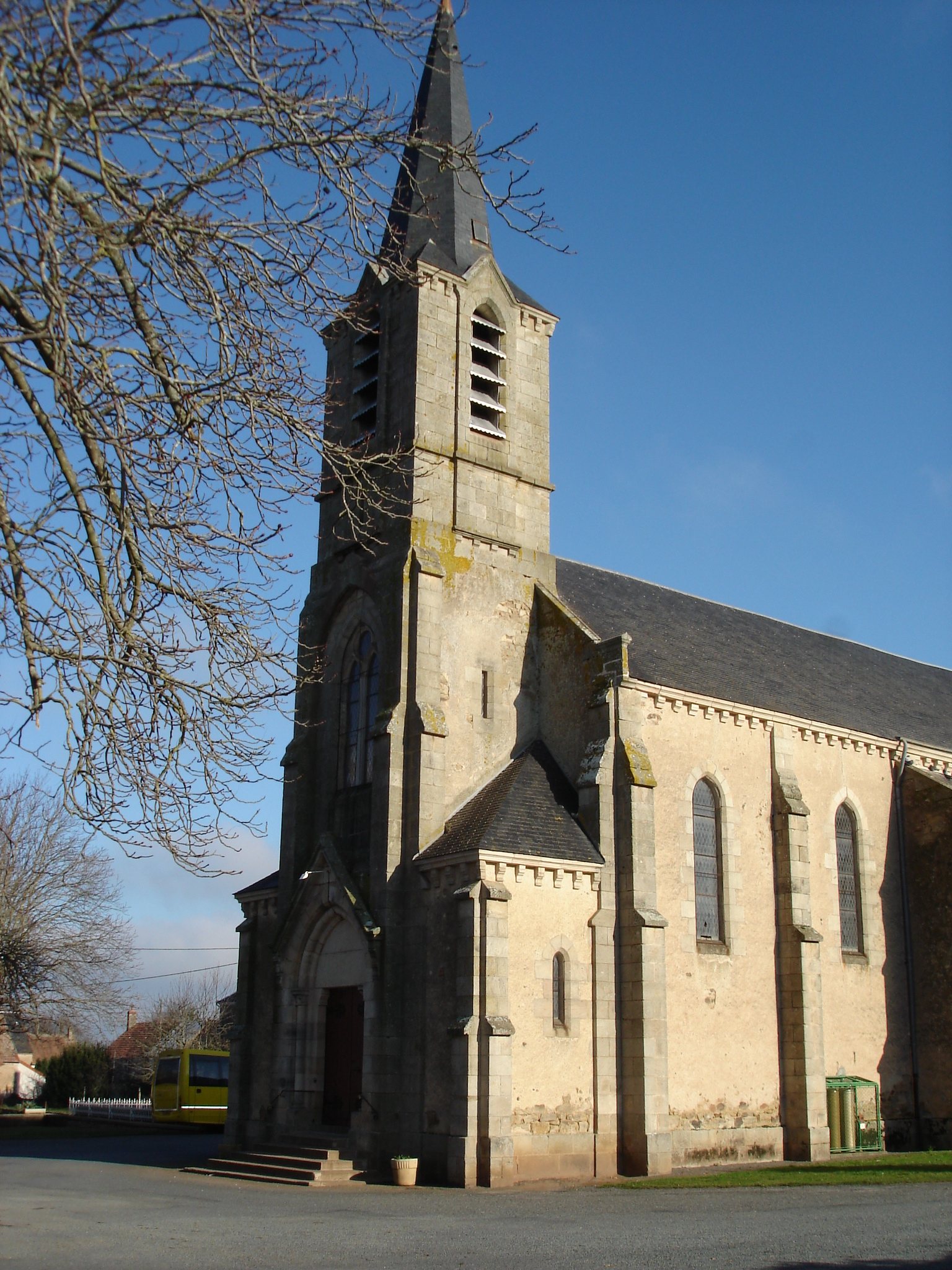
Kirche Saint-Martin
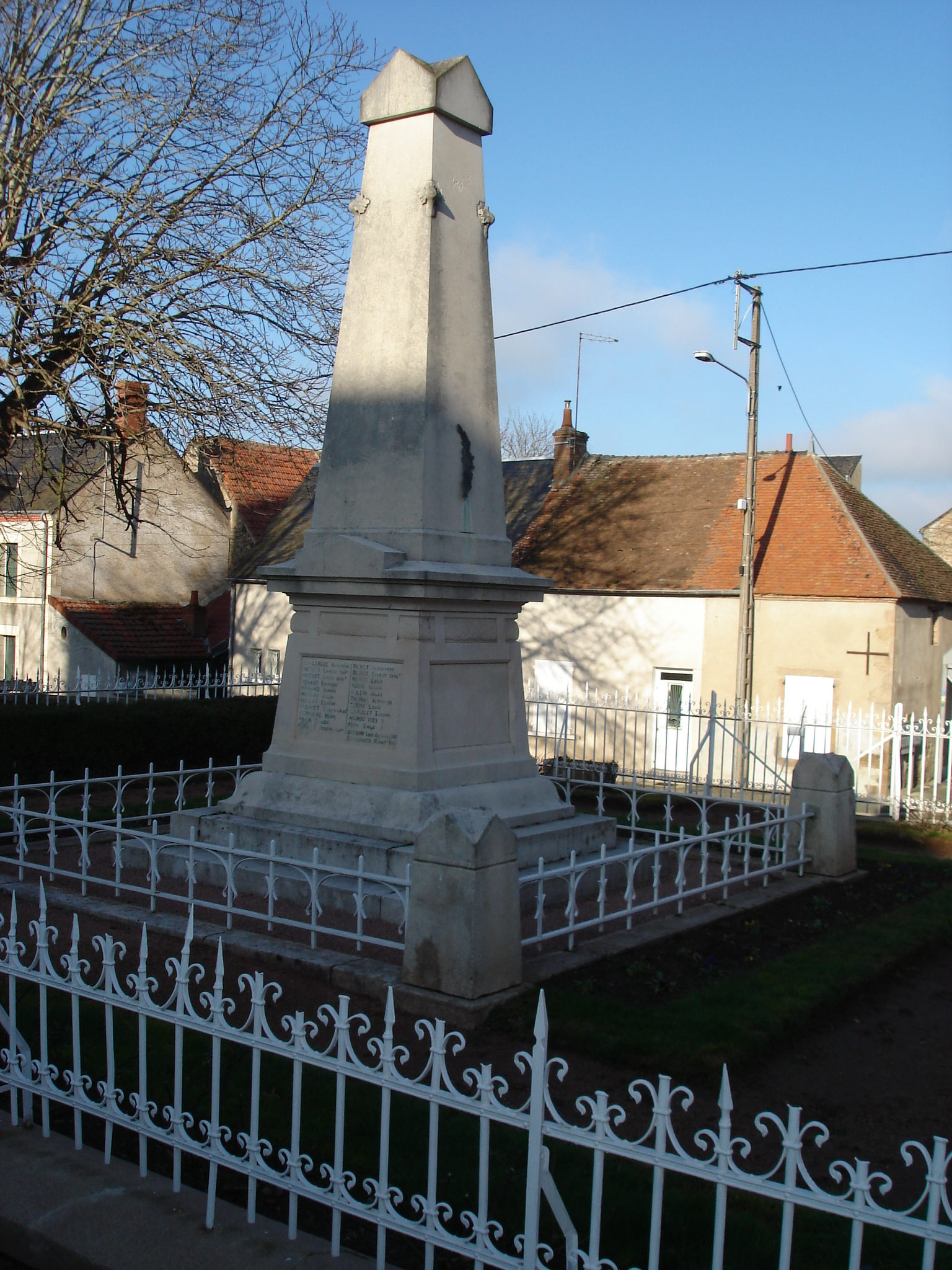
Gefallenendenkmal

- Kirche Saint-Martin
- Gefallenendenkmal